# Hubert Tscholl
Hubert Tscholl (Silandro, 11 aprile 1950) è un ex fondista italiano cieco, vincitore di una medaglia ai Giochi paralimpici invernali.
Partecipò a due paralimpiadi invernali (Innsbruck 1984 e Innsbruck 1988), vincendo una medaglia.

## Biografia
Ai mondiali di sci nordico di Sälen 1986 vinse la medaglia di bronzo nella staffetta 4x10 km cat. B1-3.
Debuttò alle Paralimpiadi di Innsbruck 1984, prendendo parte a tre gare.
Alle Paralimpiadi invernali di Innsbruck 1988, Tscholl vinse la medaglia di bronzo nella staffetta 4x10 km B1-3 con i compagni di squadra Paolo Lorenzini, Riccardo Tomasini ed Erich Walch.

## Palmarès

### Paralimpiadi
- 1 medaglia:
  - 1 bronzo

### Mondiali
- 1 medaglia:
  - 1 bronzo